# Jason Nicolle
Jason Nicolle (* 4. November 1965 in London) ist ein ehemaliger englischer Squashspieler.

## Karriere
Jason Nicolle begann seine professionelle Karriere Mitte der 1980er-Jahre und war bis 1997 auf der PSA World Tour aktiv. In dieser Zeit gewann er drei Titel auf der Tour. Seine höchste Platzierung in der Weltrangliste erreichte er mit Rang 15 im Juli 1994. Mit der englischen Nationalmannschaft nahm er 1989 und 1991 an der Weltmeisterschaft teil. 1991 erreichte er mit ihr das Finale, das gegen Australien verloren wurde. Nicolle kam im Endspiel nicht zum Einsatz. Bei Europameisterschaften gewann er mit der Nationalmannschaft 1988, 1991 und 1994 den Titel.
Zwischen 1989 und 1996 stand er achtmal in Folge im Hauptfeld der Einzelweltmeisterschaft. Sein bestes Resultat war dabei das Erreichen des Achtelfinals, was ihm 1989, 1994 und 1995 gelang. 1992 wurde er nach einer Finalniederlage gegen Chris Walker Vizeeuropameister.

## Erfolge
- Vizeweltmeister mit der Mannschaft: 1991
- Vizeeuropameister: 1992
- Europameister mit der Mannschaft: 3 Titel (1988, 1991, 1994)
- Gewonnene PSA-Titel: 3